# Gelis debilis
Gelis debilis är en stekelart som först beskrevs av Léon Abel Provancher 1886.  Gelis debilis ingår i släktet Gelis och familjen brokparasitsteklar. Inga underarter finns listade i Catalogue of Life.